# Ageo Arcangeli
Ageo Arcangeli (Treia, 7 febbraio 1880 – Roma, 14 maggio 1935) è stato un giurista italiano.

## Biografia
Dal 1930 insegnò diritto agrario all'università di Roma. Deputato dal 1929 al 1939, fu inoltre, dal 1934 al 1935, sottosegretario alle Finanze e presidente del Consiglio Nazionale Forense. Nello stesso anno pubblicò Scritti di diritto commerciale e agrario. Risulta fra i firmatari del manifesto degli intellettuali fascisti.